# Pałac Krasińskich w Warszawie (Ursynów)
Pałac Krasińskich, także pałac „Rozkosz“ – pałac znajdujący się na warszawskim Ursynowie przy ul. Nowoursynowskiej 166.

## Historia
Około roku 1776 księżna Izabela Lubomirska z Czartoryskich wybudowała mały pałac dla swej córki Aleksandry Potockiej z Lubomirskich. Przez pewien czas mieszkał tu Józef Maisonneuve, zaś już od roku 1785 do 1799 budynek był własnością Aleksandry Potockiej z Lubomirskich, żony Stanisława Kostki. Kostka Potocki rozbudował pałac według projektu Piotra Aignera. Następnie pałac był w posiadaniu Grzegorza Wykowskiego, później zaś Ignacego Kochanowskiego. Od roku 1822 był własnością Juliana Ursyna Niemcewicza, który w pałacu stworzył bibliotekę, gromadząc cenne zbiory. W 1830 odwiedził go tam Juliusz Słowacki, który był zachwycony posiadłością Niemcewicza.
Po roku 1832 pałac należał do lekarza Wilhelma Malcza; później na krótko znów należał do Aleksandra Potockiego z Wilanowa, następnie Aleksandry z Markowskich Stokowskiej Potockich, po czym od 1857 zajmowała go rodzina Krasińskich. 
W latach 1858–1860 całkowicie przebudowano pałac pod kierunkiem Zygmunta Rospendowskiego. Nadano mu styl neorenesansowy, zaś frontową elewację bogato ozdobiono płaskorzeźbami wykonanymi przez Faustyna Cenglera przedstawiającymi hetmanów: Stanisława Koniecpolskiego, Stefana Czarnieckiego, Pawła Jana Sapiehę, Jana Tarnowskiego; we wnękach postawiono figury Fortuny i Ceres. W tympanonie znalazł się herb Ślepowron (Krasińskich) wraz z rzeźbami dzieci symbolizującymi pory roku.
Od 1857 roku właścicielką Ursynowa była Eliza Branicka, żona poety Zygmunta Krasińskiego, a następnie żona ekonomisty Ludwika Krasińskiego z Krasnego. Po jej śmierci w 1876 roku jej drugi mąż Ludwik Krasiński, pozostawał właścicielem Ursynowa do swojej śmierci w 1895 roku. Po nim pałac należał do ordynata opinogórskiego Adama Krasińskiego, który w roku 1906 podarował Ursynów (wraz z pałacem) Polskiej Macierzy Szkolnej. Od tego czasu mieściły się w budynku siedziby placówek oświatowych. Od 1921 jego właścicielem był hrabia Edward Raczyński. Przekazał on pałac Ministerstwu Wyznań Religijnych i Oświecenia Publicznego.
Zniszczony podczas I wojny światowej przez wojska rosyjskie; nie ucierpiał jednak podczas II wojny światowej.
Od 1956 nieruchomość należy do Szkoły Głównej Gospodarstwa Wiejskiego (SGGW). Mieści się w nim m.in. rektorat uczelni.
Przy pałacu rośnie Drzewo Niemcewicza – orzech czarny (Juglans nigra), będący pomnikiem przyrody. Park pałacowy graniczy z rezerwatem przyrody Skarpa Ursynowska, na jego terenie znajduje się Staw pod pałacem SGGW. W 2025 uczelnia podjęła decyzję o udostępnieniu dla zwiedzających od kwietnia do października ogrodu tarasowego znajdujący się za pałacem.

## W kulturze masowej
Pałac odtwarzał siedzibę fundacji Jurka Kilera w filmie Kiler-ów 2-óch oraz ambasadę Bułgarii w produkcji Bulgarski Pościkk Zespołu Filmowego „Skurcz”.